# 斎藤カズサ
斎藤 カズサ（さいとう カズサ）は、日本の漫画家。
『月刊Gファンタジー』、『月刊ステンシル』などで活動。『月刊コミックブレイド』に移り、「Van-ditz」を連載するが、まもなく休載に。2015年現在も休載中。

## 作品一覧
- 赤のクルセード（月刊Gファンタジー、全1巻）
- 白のテンペスト（月刊Gファンタジー、全4巻）
- 東京鬼攻兵団TOGS（月刊Gファンタジー、全6巻）
- 南国動物楽園奇談（月刊ステンシル、全3巻）
- Van-ditz（月刊コミックブレイド、休載中）